# Вереница (филм)
Вереница је југословенски кратки филм из 1982. године. Режирао га је Драган Ћирјанић који је написао и сценарио.

## Улоге
| Глумац           | Улога |
| ---------------- | ----- |
| Бранимир Брстина |       |
| Драган Ћирјанић  |       |
| Бранка Петрић    |       |
| Соња Савић       |       |
| Растко Тадић     |       |